# 시라타카정
시라타카정(일본어: 白鷹町 시라타카마치[*])은 일본 야마가타현 중부에 있는 니시오키타마군의 정이다.
에도 시대에는 모가미강을 이용한 기타마에선의 수운 교통으로 번창하였다.

## 지리
정의 중앙을 남북으로 모가미강이 흐르고 시라타카산 등의 시라타카 구릉과 하야마산 등의 아사히 연봉에 동서로 둘러싸여 있다. 남쪽은 나가이시와 연속한 분지에 있어 벼농사가 활발히 행해진다. 철도 노선이나 도로망도 나가이시와 긴밀히 연결되어 있다. 철도 노선은 제3섹터인 야마가타 철도가 지나고 종점인 아라토 주변에 고등학교와 중앙 공민관, 관공서와 소방서 등 정의 기능이 집중하고 있다.

## 역사
- 1889년 4월 1일 - 정촌제 시행과 함께 아라토촌, 시라타카촌, 히가시네촌, 아유카이촌, 고구와촌이 성립하였다.
- 1890년 12월 3일 - 아라토촌이 정으로 승격해 아라토정이 되었다.
- 1892년 6월 1일 - 주오촌이 시라타카촌에서 분립하였다.
- 1954년 10월 1일 - 니시오키타마군 아라토정, 아유카이촌, 히가시네촌, 시라타카촌, 주오촌, 고구와촌 등 1정 5촌이 합병해 시라타카정이 탄생하였다.
- 1955년 10월 10일 - 니시무라야마군 아사히정의 하류 지구를 편입하였다.

## 인구
| 연도 | 인구   | ±%     |
| ---- | ------ | ------ |
| 1960 | 24,772 | —      |
| 1970 | 20,183 | −18.5% |
| 1980 | 18,821 | −6.7%  |
| 1990 | 18,112 | −3.8%  |
| 2000 | 17,149 | −5.3%  |
| 2010 | 15,313 | −10.7% |

## 교통

### 철도
- 야마가타 철도 플라워 나가이선

### 도로
- 국도 제287호선(일본어판)
- 국도 제348호선

## 자매 도시
- 일본 니가타현 도치오시